# Ank van der Moer
Anna Maria (Ank) van der Moer (Amsterdam, 23 januari 1912 – aldaar, 28 maart 1983) was een Nederlands actrice.

## Leven en werk
Van der Moer werd geboren in een liberaal gezin, als dochter van Lambertus van der Moer, gezagvoerder bij de KNSM, en Maria Ferwerda. Toen ze twee was verhuisde het gezin naar Naarden. Vervolgens werd een broertje, Abraham, geboren. Ze volgde de Amsterdamse Toneelschool en slaagde in 1931 cum laude.
In hetzelfde jaar maakte ze haar toneeldebuut bij het gezelschap van Eduard Verkade. Tijdens de Tweede Wereldoorlog werkte ze gewoon door en nam zelfs een naar de president van de Nederlandsche Kultuurkamer, Tobie Goedewaagen, genoemde prijs in ontvangst, wat haar na de bevrijding op een acteerverbod van een maand kwam te staan.
Van der Moer werd beroemd bij de Nederlandse Comedie, waar ze onder andere samenspeelde met Han Bentz van den Berg, Ellen Vogel en Mary Dresselhuys. Zij werd vooral bekend door haar hoofdrollen in klassieke tragedies van schrijvers als Anton Tsjechov en Joost van den Vondel. In 1964 verraste zij met haar vertolking van Martha in Edward Albees Who's Afraid of Virginia Woolf? Voor deze rol werd zij, voor de tweede maal in haar carrière, onderscheiden met de Theo d'Or. De Aktie Tomaat in 1969 luidde het einde in van de Nederlandse Comedie, en Van der Moers carrière raakte in het slop.
Na enkele jaren maakte zij een comeback. In 1982 was ze te zien als "Na Druppel" in De Jantjes. Op 27 maart 1983 gaf zij nog een solovoorstelling; de volgende dag overleed zij op 71-jarige leeftijd aan een hartstilstand.
Ank van der Moer was driemaal getrouwd. Uit haar tweede huwelijk, met collega-acteur Guus Oster, werd een dochter geboren, Annemarie Oster. Van der Moer liet, ondanks tegenwerpingen van haar dochter, in de jaren 1950 een facelift uitvoeren en inspireerde haar dochter hiermee ook eigen plastisch chirurgische behandelingen uit te laten voeren.

## Carrière in foto's

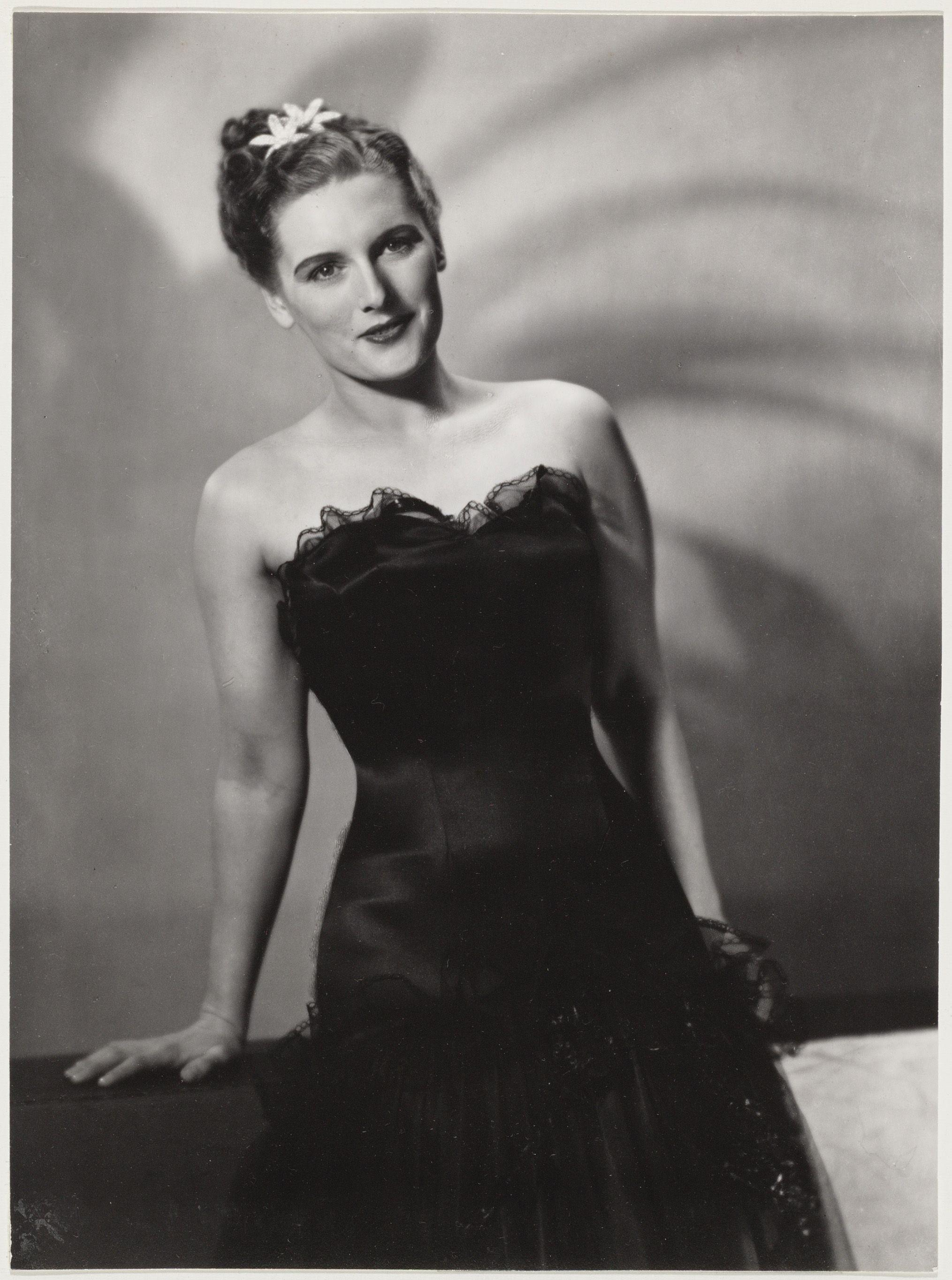
Van der Moer in 1940 (foto Jacob Merkelbach)
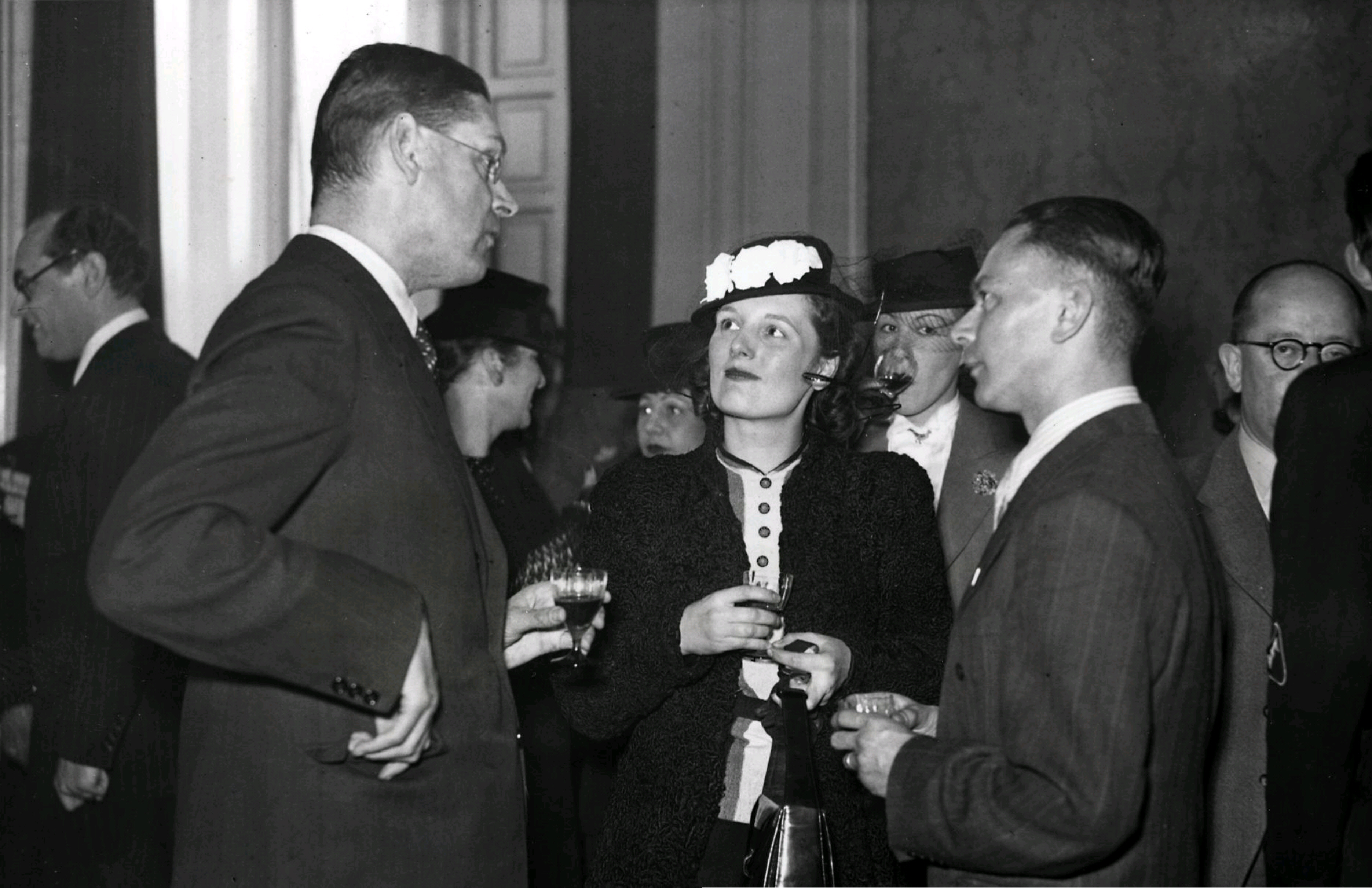
NSB-ambtenaar Tobie Goedewaagen, Ank van der Moer, Josephine van Gasteren (nippend) en Adriaan van Hees (1941)
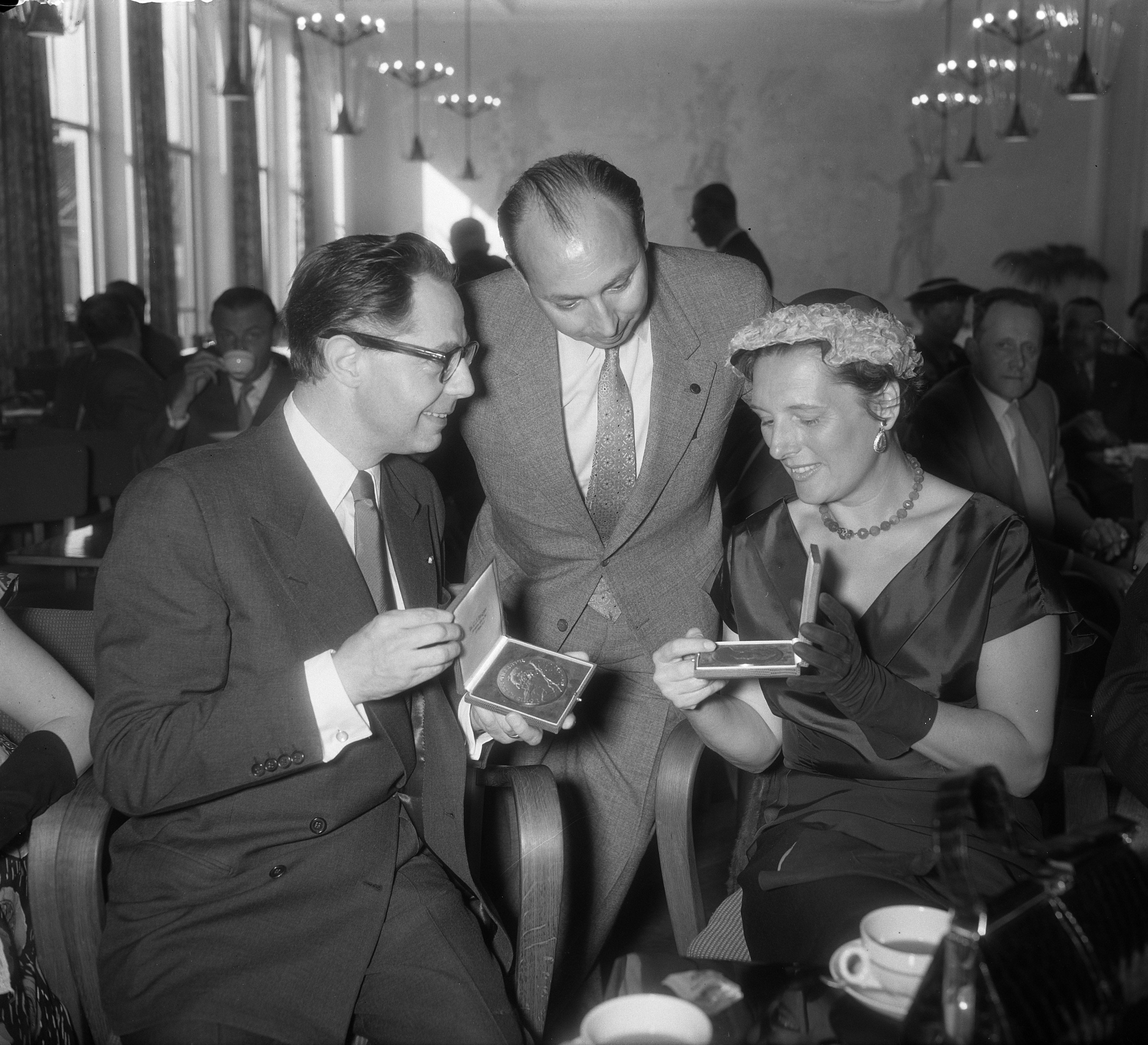
Uitreiking Theo d'Or (1955)
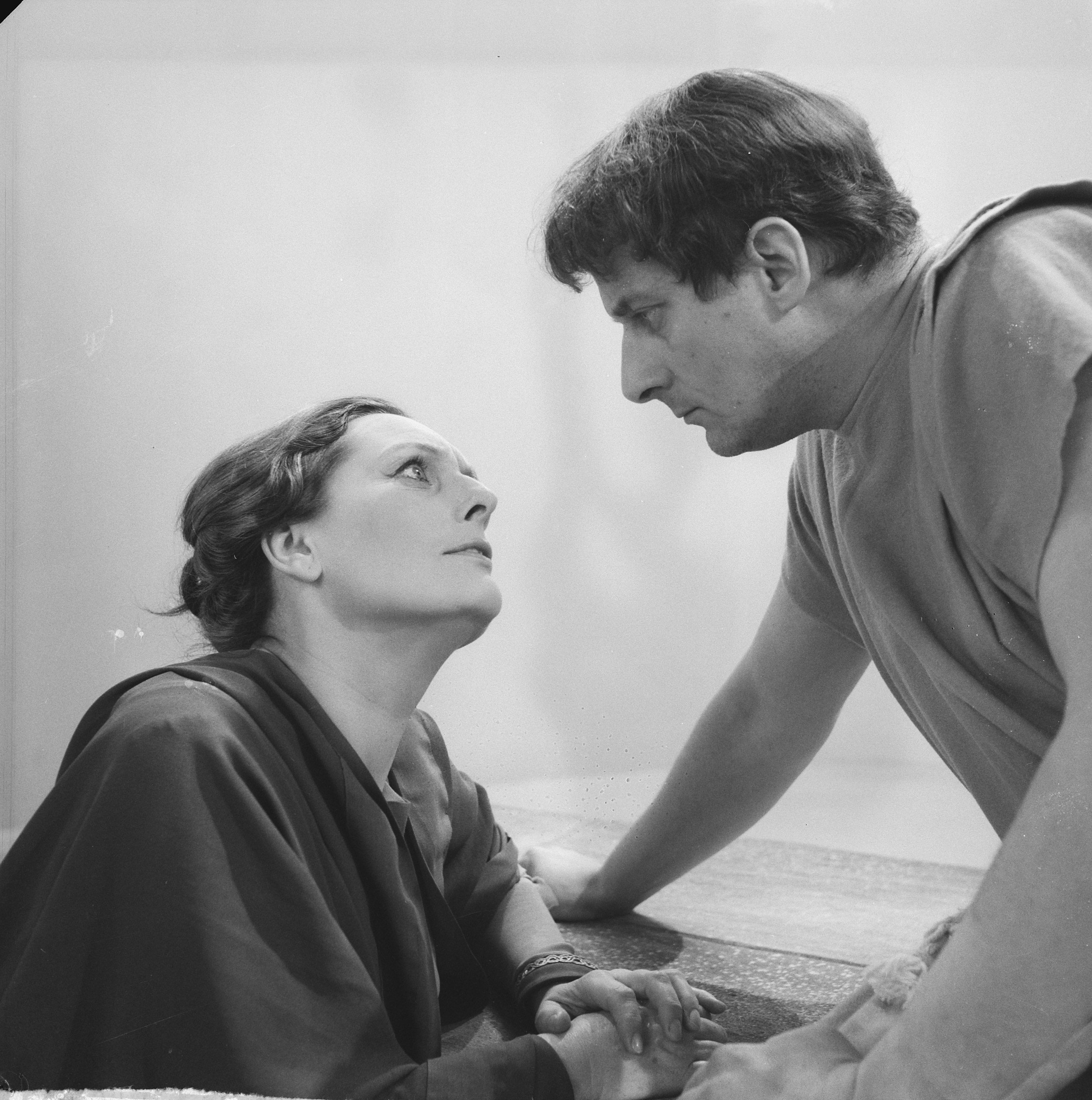
Iphigeneia in Tauris (met Guus Hermus, 1961)
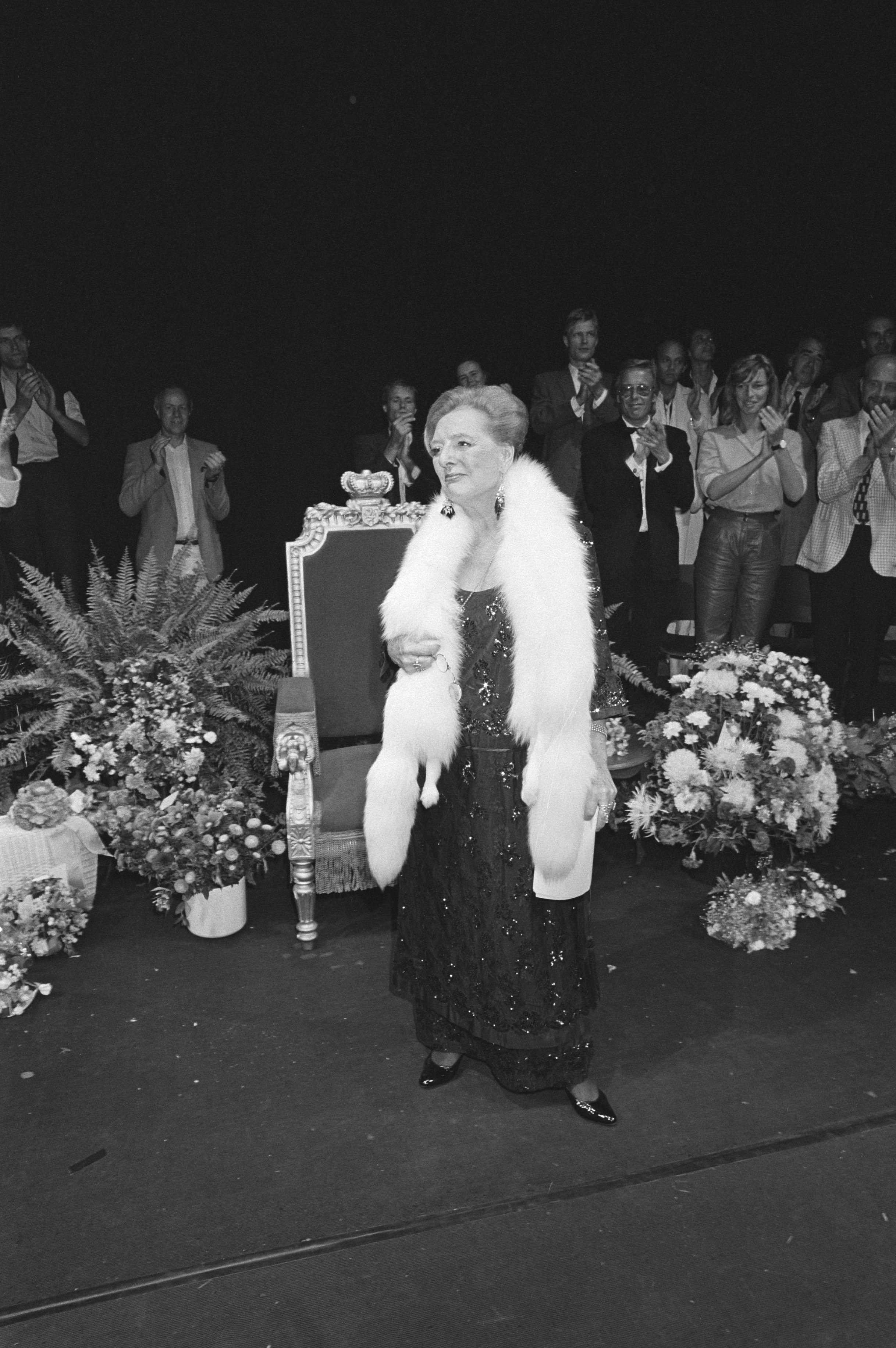
50-jarig toneeljubileum (1981)

## Publicaties (selectie)
- Ank van der Moer: Wáár is mijn dochter? Blijspel in 5 bedrijven. Zaandijk, 1943 (2e dr. 1945)
- Tennessee Williams: Moany's jongen huilt niet. Vert. door Ank van der Moer. Bussum, De Toneelcentrale, 1976. Geen ISBN.
- Keith Waterhouse en Willis Hall: Alleen op vrijdag. Vert. door Ank van der Moer (orig.: Say Who You Are). Amsterdam, Toneelgroep Centrum, 19XX. Geen ISBN.
- Claude-André Puget: Een engeltje van niets. Blijspel in drie bedrijven. Vert. Ank van der Moer. Amsterdam, Strengholt, 1956. Geen ISBN